# Biskupi Helsinek
Biskupi Helsinek – biskupi diecezjalni wikariatu apostolskiego Finlandii (od 1955 diecezji Helsinek).

## Apostolski Wikariat Finlandii

### Wikariusze apostolscy
| L.p. | Imię i nazwisko        | Lata      | Informacje dodatkowe                   |
| ---- | ---------------------- | --------- | -------------------------------------- |
| *    | Johannes Michael Buckx | 1921–1923 | administrator apostolski               |
| 1    | Johannes Michael Buckx | 1923–1933 | biskup tytularny Doliche               |
| 2    | Willem Cobben          | 1933–1955 | biskup tytularny Amathus w Palaestynie |

## Diecezja helsińska

### Biskupi diecezjalni
| L.p. | Imię i nazwisko | Lata      | Informacje dodatkowe |
| ---- | --------------- | --------- | -------------------- |
| 1    | Willem Cobben   | 1955–1967 | biskup               |
| 2    | Paul Verschuren | 1967–1998 | biskup               |
| 3    | Józef Wróbel    | 2000–2008 | biskup               |
| 4    | Teemu Sippo     | 2009–2019 | biskup               |
| 5    | Raimo Goyarrola | od 2023   | biskup               |